# Oporinia similis
Oporinia similis är en fjärilsart som beskrevs av Harris 1933. Oporinia similis ingår i släktet Oporinia och familjen mätare. Inga underarter finns listade i Catalogue of Life.